# Сампдория
«Сампдо́рия» (итал. Unione Calcio Sampdoria) — итальянский профессиональный футбольный клуб из города Генуя. Клуб был создан в 1946 году путём объединения двух футбольных команд: «Андреа Дориа» и «Сампьердаренезе», первая из которых была создана в 1927 году, а вторая появилась ещё в 1891 году. С сезона 2023/24 «Сампдория» выступает в Серии B. Клубные цвета — голубой, белый, красный и чёрный. Домашний стадион клуба — «Луиджи Феррарис» — вмещает более 35 тысяч зрителей. На этом стадионе выступает и другой генуэзский клуб — «Дженоа». Встречи между этими двумя командами получили название «Фонарное дерби» (итал. Derby della Lanterna), название которого произошло от генуэзского маяка.

## История
Футбольный клуб «Сампдория» был официально основан 12 августа 1946 года в результате слияния двух клубов Генуи: Гиннастика Комунале «Сампьердаренезе» и Гиннастика «Андреа Дориа». «Сампдория» выигрывала чемпионат страны один раз — в 1991 году. Четыре раза клуб побеждал в Кубке Италии — в 1985, 1988, 1989 и 1994 гг. В год чемпионства (1991) команда также завоевала Суперкубок Италии. В 1990 году «Сампдория», победив в финале бельгийский «Андерлехт» со счётом 2:0, выиграла Кубок обладателей кубков. В 1992 году «Сампдория» играла в финале Кубка европейских чемпионов, где уступила испанской «Барселоне» со счётом 0:1.
В сезоне 2010/11 «Сампдория» заняла 18 строчку в турнирной таблице внутреннего чемпионата и вылетела в Серию В. Перед началом сезона 2011/12 руководство клуба сделало ряд изменений[какие?] в составе, а также назначило нового главного тренера, коим стал Джанлука Атцори. Однако с задачей вывести команду в Серию А молодой наставник не справлялся, и в середине сезона его сменил Джузеппе Якини, который привёл «Сампдорию» к шестой строчке в таблице, дающей право сыграть в плей-офф за выход в элитный дивизион. На пути к финалу «Сампдория» в полуфинале встречалась с «Сассуоло» и по сумме двух матчей вышла в финал плей-офф. В первом матче финальной части плей-офф «блучеркьяти» обыграли «Варезе» со счётом 3:2 на своём поле. Дубль на свой счёт записал Даниэле Гастальделло, ещё один мяч забил Никола Поцци. Во втором матче команда удерживала ничью, забив победный мяч в конце матча. Мяч на счету Николы Поцци, который и вывел «моряков» в Серию А.
Вернувшись в Серию А в сезоне 2012/13, команда играет в высшей итальянской лиге. По ходу сезона умер президент Риккардо Гарроне; на вершине его сменил сын Эдоардо, который остаётся на своём посту до конца сезона 2013/14. В 2014 году семья Гарроне покидает руководство «Сампдорией» после двенадцати лет управления, передав владение клубом римскому предпринимателю Массимо Ферреро. Под руководством нового президента и тренера Синиши Михайловича «Сампдория» завершила сезон 2014/15 на седьмом месте в турнирной таблице, получив квалификацию в Лигу Европы. В следующем сезоне, под руководством Вальтера Дзенги, сербы из «Воеводины» выбили генуэзцев из соревнования уже в третьем квалификационном раунде.
В конце неудачного чемпионата, который всё же завершился спасением команды, хотя долгое время «блучеркьяти» находились под угрозой вылета, клуб доверил тренерский мостик Марко Джампаоло. Под его руководством «Сампдория» открывает период относительно хороших[уточнить] результатов. Десятые места, завоёванные в следующих двух сезонах, контрастируют с превосходной игрой, продемонстрированной командой в отдельных матчах, появлением новых талантов и усилением уже состоявшихся игроков, таких как Милан Шкриньяр, Патрик Шик, Луис Мурьель, Лукас Торрейра и Деннис Прат.
В сезоне 2019/20 клуб возглавил Эусебио Ди Франческо, но из-за хаотичной ситуации в связи с переговорами о продаже компании консорциуму во главе с бывшим нападающим «Сампдории» Джанлукой Виалли (позже сорвались) результаты отрицательные, и тренер расторгает свой контракт в октябре после того, как «Эллас Верона» обыграла их 2:0. На его место нанимают Клаудио Раньери, которому удаётся спасти команду за четыре тура до конца. До его приезда в клуб «Сампдория» находилась на последнем месте всего с тремя очками. В следующем сезоне Раньери выводит команду на уверенное 9-е место с 52 очками. На сезон 2021/22 тренерские обязанности возложены на Роберто Д’Аверса.
В сезоне 2024/25 «Сампдория» по итогам чемпионата заняла 18-е место, которое гарантировало клубу первый в истории вылет в Серию С, однако из-за штрафа в четыре очка, наложенного на «Брешию» в связи с финансовыми нарушениями, «Сампдория» смогла подняться на 17-ю спасительную строчку и в стыковых матчах с «Салернитаной» сохранила прописку в Серии B.

## Символы
На эмблеме клуба изображён моряк в профиль, известный под старым генуэзским именем Бачичча, что переводится как Джованни Баттиста на итальянском или Иоанн Креститель на английском языке. Образ моряка взят из-за того, что «Сампдория» базируется в портовом городе Генуя.
Белый, синий, красный и чёрный цвета представляют происхождение клуба путём объединения двух команд, «Сампьердаренезе» и «Андреа Дориа», которые носили соответственно красные/чёрные и белые/синие футболки с гербом с крестом Святого Георгия.
Официальный гимн «Сампдории» — «Дориа Оле», сочинённый De Scalzi Bros в 1991 году.

## Достижения

### Национальные
- Чемпионат Италии (Серия A)
  - Чемпион: 1990/91

- Кубок Италии
  - Обладатель (4): 1984/85, 1987/88, 1988/89, 1993/94
  - Финалист (3): 1985/86, 1990/91, 2008/09

- Суперкубок Италии
  - Обладатель: 1991

- Серия Б:
  - Чемпион: 1966/67

### Международные
- Кубок европейских чемпионов / Лига чемпионов УЕФА
  - Финалист: 1991/92

- Кубок обладателей кубков УЕФА
  - Обладатель: 1989/90
  - Финалист: 1988/89

- Кубок Интертото
  - Обладатель: 2007

- Амстердамский турнир
  - Победитель: 1988

- Турнир Виареджо
  - Чемпион (4): 1950, 1958, 1963, 1977
  - Вице-чемпион (4): 1951, 1955, 1986, 2009

- Кубок Жоана Гампера
  - Обладатель: 2012
  - Финалист (2): 1997, 2016

## Состав
По состоянию на 7 января 2023 года. Источник: Список игроков на transfermarkt.com
| №              | Игрок              | Страна           | Дата рождения             | Бывший клуб                   |         |         |
| Вратари        | Вратари            | Вратари          | Вратари                   | Вратари                       | Вратари | Вратари |
| -------------- | ------------------ | ---------------- | ------------------------- | ----------------------------- | ------- | ------- |
| 1              | Эмиль Аудеро       | Италия           | 18 января 1997 (28 лет)   | Ювентус                       |         |         |
| 22             | Никита Контини     | Италия · Украина | 18 января 1997 (28 лет)   | В аренде из Наполи            |         |         |
| 30             | Никола Равалья     | Италия           | 12 декабря 1988 (36 лет)  | Кремонезе                     |         |         |
| 33             | Владимиро Фальконе | Италия           | 12 апреля 1995 (30 лет)   | Вигор Перконти                |         |         |
| Защитники      |                    |                  |                           |                               |         |         |
| 2              | Бруно Амионе       | Аргентина        | 3 января 2002 (23 года)   | В аренде из Эллас Верона      |         |         |
| 3              | Томмазо Оджелло    | Италия           | 30 августа 1994 (30 лет)  | Специя                        |         |         |
| 13             | Андреа Конти       | Италия           | 2 марта 1994 (31 год)     | Милан                         |         |         |
| 15             | Омар Колли         | Гамбия           | 24 октября 1992 (32 года) | Генк                          |         |         |
| 21             | Джейсон Мурильо    | Колумбия         | 27 мая 1992 (33 года)     | Валенсия                      |         |         |
| 25             | Алекс Феррари      | Италия           | 1 июля 1994 (31 год)      | Болонья                       |         |         |
| 29             | Никола Мурру       | Италия           | 16 декабря 1994 (30 лет)  | Кальяри                       |         |         |
| Полузащитники  |                    |                  |                           |                               |         |         |
| 4              | Гонсало Вильяр     | Испания          | 23 марта 1998 (27 лет)    | В аренде из Ромы              |         |         |
| 5              | Валерио Верре      | Италия           | 11 января 1994 (31 год)   | Пескара                       |         |         |
| 7              | Филип Джуричич     | Сербия           | 30 января 1992 (33 года)  | Сассуоло                      |         |         |
| 8              | Гарри Уинкс        | Англия           | 2 февраля 1996 (29 лет)   | В аренде из Тоттенхэм Хотспур |         |         |
| 11             | Абдельхамид Сабири | Марокко          | 28 ноября 1996 (28 лет)   | В аренде из Асколи            |         |         |
| 14             | Роналдо Виейра     | Англия           | 19 июля 1998 (26 лет)     | Лидс Юнайтед                  |         |         |
| 18             | Игнасио Пуссетто   | Аргентина        | 21 декабря 1995 (29 лет)  | В аренде из Уотфорда          |         |         |
| 19             | Теласко Сеговия    | Венесуэла        | 2 апреля 2003 (22 года)   | Депортиво Лара                |         |         |
| 28             | Жерар Йепес        | Испания          | 25 августа 2002 (22 года) | Воспитанник клуба             |         |         |
| 31             | Лоренцо Малагрида  | Италия           | 24 октября 2003 (21 год)  | Воспитанник клуба             |         |         |
| 70             | Симоне Тримболи    | Италия           | 19 апреля 2002 (23 года)  | Воспитанник клуба             |         |         |
| 88             | Томас Ринкон       | Венесуэла        | 13 февраля 1988 (37 лет)  | Торино                        |         |         |
| Нападающие     |                    |                  |                           |                               |         |         |
| 9              | Массимо Кода       | Италия           | 10 ноября 1988 (36 лет)   | Кремонезе                     |         |         |
| 10             | Франческо Капуто   | Италия           | 6 августа 1987 (37 лет)   | В аренде из Сассуоло          |         |         |
| 23             | Маноло Габбьядини  | Италия           | 26 ноября 1991 (33 года)  | Саутгемптон                   |         |         |
| 27             | Фабио Квальярелла  | Италия           | 31 января 1983 (42 года)  | Торино                        |         |         |
| 34             | Даниеле Монтеваго  | Италия           | 18 марта 2003 (22 года)   | Палермо                       |         |         |
| 37             | Мехди Лерис        | Франция          | 23 мая 1998 (27 лет)      | Кьево                         |         |         |
| Главный тренер |                    |                  |                           |                               |         |         |
|                | Марко Джампаоло    | Италия           | 2 августа 1967 (57 лет)   | Торино                        |         |         |

## Количество сезонов по дивизионам
| Дивизион | Количество сезонов | Дебют     | Последний сезон |
| -------- | ------------------ | --------- | --------------- |
| A        | 66                 | 1946/1947 | 2022/2023       |
| B        | 13                 | 1966/1967 | 2024/2025       |